# 東京都第11区
東京都第11区（とうきょうとだい11く）は、日本の衆議院議員総選挙における選挙区。1994年（平成6年）の公職選挙法改正で設置。

## 区域

### 現在の区域
2022年（令和4年）公職選挙法改正以降の区域は以下のとおりである。一部は12区に移行した。
- 板橋区の一部
  - 本庁管内の一部
    - 板橋1〜4丁目、加賀1・2丁目、大山東町、大山金井町、熊野町、中丸町、南町、稲荷台、仲宿、氷川町、栄町、大山町、大山西町、幸町、中板橋、仲町、弥生町、本町、大和町、双葉町、富士見町、大谷口上町、大谷口北町、大谷口1・2丁目、向原1〜3丁目、小茂根1〜5丁目、常盤台1〜4丁目、南常盤台1・2丁目、東新町1・2丁目、上板橋1〜3丁目、清水町、蓮沼町、大原町、泉町、宮本町、志村1〜3丁目、坂下1丁目1〜26・28番、東坂下1丁目、小豆沢1〜4丁目、西台1丁目、西台2丁目（30番5〜16号、31〜40番を除く）、西台3丁目（47・55〜57番を除く）、西台4丁目、中台1〜3丁目、若木1〜3丁目、前野町1〜6丁目、三園2丁目、東山町、桜川1〜3丁目

  - 赤塚支所管内
    - 西台2丁目（30番5〜16号、31〜40番）、西台3丁目47・55〜57番、徳丸1〜8丁目、四葉1・2丁目、大門、赤塚1〜8丁目、赤塚新町1〜3丁目、成増1〜5丁目、三園1丁目

### 2017年から2022年までの区域
2017年（平成29年）公職選挙法改正から2022年の小選挙区改定までの区域は以下のとおりである。2017年の区割り変更では、板橋区の一部が本区から12区へ移行した。
- 板橋区（新河岸1・2丁目、舟渡1〜4丁目を除く）
  - 本庁管内の一部
    - 板橋1〜4丁目、加賀1・2丁目、大山東町、大山金井町、熊野町、中丸町、南町、稲荷台、仲宿、氷川町、栄町、大山町、大山西町、幸町、中板橋、仲町、弥生町、本町、大和町、双葉町、富士見町、大谷口上町、大谷口北町、大谷口1・2丁目、向原1〜3丁目、小茂根1〜5丁目、常盤台1〜4丁目、南常盤台1・2丁目、東新町1・2丁目、上板橋1〜3丁目、清水町、蓮沼町、大原町、泉町、宮本町、志村1〜3丁目、坂下1〜3丁目、東坂下1・2丁目、小豆沢1〜4丁目、西台1〜4丁目、中台1〜3丁目、若木1〜3丁目、蓮根1〜3丁目、相生町、前野町1〜6丁目、三園2丁目、東山町、桜川1〜3丁目、高島平1〜9丁目、新河岸3丁目

  - 赤塚支所管内

### 2017年以前の区域
1994年（平成6年）公職選挙法改正から2017年の小選挙区改定までの区域は以下のとおりである。
- 板橋区

## 歴史
下村博文（自由民主党）が小選挙区制導入以来連続9選を続けていた。2005年と2012年には、次点に5万票以上の差、2014年には8万票以上の差をつけ圧勝している。比例復活を許したのは、1996年の共産党候補中島武敏に対してのみである。自民党に猛烈な逆風が吹き荒れた2009年にも下村は有田芳生を破って当選し、保守王国を守り続けていたが、裏金問題により、兵庫9区の西村康稔とともに自民党党員資格停止1年の処分を受けると、2024年の総選挙は党の非公認による無所属で出馬した結果、前回下村に落選された阿久津幸彦（立憲民主党）に敗れて落選となった。

## 選出議員
| 選挙名                 | 年     | 当選者     | 党派       |
| ---------------------- | ------ | ---------- | ---------- |
| 第41回衆議院議員総選挙 | 1996年 | 下村博文   | 自由民主党 |
| 第42回衆議院議員総選挙 | 2000年 | 下村博文   | 自由民主党 |
| 第43回衆議院議員総選挙 | 2003年 | 下村博文   | 自由民主党 |
| 第44回衆議院議員総選挙 | 2005年 | 下村博文   | 自由民主党 |
| 第45回衆議院議員総選挙 | 2009年 | 下村博文   | 自由民主党 |
| 第46回衆議院議員総選挙 | 2012年 | 下村博文   | 自由民主党 |
| 第47回衆議院議員総選挙 | 2014年 | 下村博文   | 自由民主党 |
| 第48回衆議院議員総選挙 | 2017年 | 下村博文   | 自由民主党 |
| 第49回衆議院議員総選挙 | 2021年 | 下村博文   | 自由民主党 |
| 第50回衆議院議員総選挙 | 2024年 | 阿久津幸彦 | 立憲民主党 |

## 選挙結果
時の内閣：第1次石破内閣 解散日：2024年10月9日 公示日：2024年10月15日
当日有権者数：38万8893人 最終投票率：53.98%（前回比： 0.99%） （全国投票率：53.85%（2.08%））
| 当落 | 候補者名   | 年齢 | 所属党派     | 新旧 | 得票数   | 得票率 | 惜敗率 | 推薦・支持 | 重複 |
| ---- | ---------- | ---- | ------------ | ---- | -------- | ------ | ------ | ---------- | ---- |
| 当   | 阿久津幸彦 | 68   | 立憲民主党   | 元   | 80,947票 | 41.04% | ――     |            | ○    |
|      | 下村博文   | 70   | 無所属       | 前   | 57,275票 | 29.04% | 70.76% |            | ×    |
|      | 大豆生田実 | 58   | 日本維新の会 | 新   | 33,103票 | 16.78% | 40.89% |            | ◯    |
|      | 伊波政昇   | 72   | 日本共産党   | 新   | 17,607票 | 8.93%  | 21.75% |            |      |
|      | 斎藤孝幸   | 58   | 無所属       | 新   | 8,316票  | 4.22%  | 10.27% |            | ×    |

- 大豆生田は第48回は栃木県第5区から希望の党公認で立候補したが落選。

時の内閣：第1次岸田内閣 解散日：2021年10月14日 公示日：2021年10月19日
当日有権者数：46万2626人 最終投票率：54.97%（前回比：2.31%） （全国投票率：55.93%（2.25%））
| 当落 | 候補者名   | 年齢 | 所属党派   | 新旧 | 得票数    | 得票率 | 惜敗率 | 推薦・支持               | 重複 |
| ---- | ---------- | ---- | ---------- | ---- | --------- | ------ | ------ | ------------------------ | ---- |
| 当   | 下村博文   | 67   | 自由民主党 | 前   | 122,465票 | 49.98% | ――     | 公明党推薦               | ○    |
|      | 阿久津幸彦 | 65   | 立憲民主党 | 前   | 87,635票  | 35.76% | 71.56% | 社会民主党東京都連合推薦 | ○    |
|      | 西之原修斗 | 27   | 日本共産党 | 新   | 29,304票  | 11.96% | 23.93% |                          |      |
|      | 桑島康文   | 60   | 無所属     | 新   | 5,639票   | 2.30%  | 4.60%  |                          | ×    |

- 阿久津は、第41回から第47回までは東京24区から立候補。前回48回は比例東北ブロックから立憲民主党の単独候補者として当選。

時の内閣：第3次安倍第3次改造内閣 解散日：2017年9月28日 公示日：2017年10月10日
当日有権者数：45万4255人 最終投票率：52.66%（前回比：0.88%） （全国投票率：53.68%（1.02%））
| 当落 | 候補者名   | 年齢 | 所属党派   | 新旧 | 得票数    | 得票率 | 惜敗率 | 推薦・支持 | 重複 |
| ---- | ---------- | ---- | ---------- | ---- | --------- | ------ | ------ | ---------- | ---- |
| 当   | 下村博文   | 63   | 自由民主党 | 前   | 104,612票 | 44.90% | ――     | 公明党推薦 | ○    |
|      | 前田順一郎 | 42   | 立憲民主党 | 新   | 60,291票  | 25.88% | 57.63% |            | ○    |
|      | 宍戸千絵   | 39   | 希望の党   | 新   | 42,668票  | 18.31% | 40.79% |            | ○    |
|      | 小堤東     | 28   | 日本共産党 | 新   | 25,426票  | 10.91% | 24.31% |            |      |

- 前田は第49回は東京都第20区から日本維新の会公認で立候補したが落選。
- 宍戸は第25回参議院議員通常選挙に埼玉県選挙区から国民民主党公認で立候補したが落選。
- 小堤は第49回は比例東京ブロック単独で立候補したが落選。第50回は東京都第15区から立候補したが落選。

時の内閣：第2次安倍改造内閣 解散日：2014年11月21日 公示日：2014年12月2日
当日有権者数：44万6555人 最終投票率：53.54%（前回比：6.63%） （全国投票率：52.66%（6.66%））
| 当落 | 候補者名   | 年齢 | 所属党派   | 新旧 | 得票数    | 得票率 | 惜敗率 | 推薦・支持 | 重複 |
| ---- | ---------- | ---- | ---------- | ---- | --------- | ------ | ------ | ---------- | ---- |
| 当   | 下村博文   | 60   | 自由民主党 | 前   | 129,587票 | 56.06% | ――     | 公明党推薦 | ○    |
|      | 山内金久   | 66   | 日本共産党 | 新   | 43,083票  | 18.64% | 33.25% |            |      |
|      | 熊木美奈子 | 53   | 民主党     | 新   | 43,040票  | 18.62% | 33.21% |            | ○    |
|      | 下村芽生   | 27   | 無所属     | 新   | 15,447票  | 6.68%  | 11.92% |            | ×    |

- 下村芽生は2015年の板橋区議会議員選挙に幸福実現党公認で立候補するも落選。

時の内閣：野田第3次改造内閣 解散日：2012年11月16日 公示日：2012年12月4日
当日有権者数：44万2124人 最終投票率：60.17%（前回比：4.78%） （全国投票率：59.32%（9.96%））
| 当落 | 候補者名 | 年齢 | 所属党派     | 新旧 | 得票数    | 得票率 | 惜敗率 | 推薦・支持     | 重複 |
| ---- | -------- | ---- | ------------ | ---- | --------- | ------ | ------ | -------------- | ---- |
| 当   | 下村博文 | 58   | 自由民主党   | 前   | 116,521票 | 45.48% | ――     | 公明党推薦     | ○    |
|      | 猪野隆   | 47   | 日本維新の会 | 新   | 49,334票  | 19.26% | 42.34% | みんなの党推薦 | ○    |
|      | 太田順子 | 45   | 民主党       | 新   | 36,144票  | 14.11% | 31.02% | 国民新党推薦   | ○    |
|      | 須藤武美 | 58   | 日本共産党   | 新   | 27,726票  | 10.82% | 23.79% |                |      |
|      | 橋本久美 | 43   | 日本未来の党 | 新   | 26,469票  | 10.33% | 22.72% | 新党大地推薦   | ○    |

- 猪野は第47回から東京都第15区で活動。2023年江東区長選挙に立候補したが落選。
- 橋本は第48回は神奈川県第2区から希望の党公認で立候補したが落選。 第26回参議院議員通常選挙に京都府選挙区から維新政党・新風公認で立候補したが落選。

時の内閣：麻生内閣 解散日：2009年7月21日 公示日：2009年8月18日
当日有権者数：43万9676人 最終投票率：64.95%（前回比：0.70%） （全国投票率：69.28%（1.77%））
| 当落 | 候補者名 | 年齢 | 所属党派               | 新旧 | 得票数    | 得票率 | 惜敗率 | 推薦・支持 | 重複 |
| ---- | -------- | ---- | ---------------------- | ---- | --------- | ------ | ------ | ---------- | ---- |
| 当   | 下村博文 | 55   | 自由民主党             | 前   | 117,472票 | 42.38% | ――     |            | ○    |
|      | 有田芳生 | 57   | 新党日本               | 新   | 113,988票 | 41.13% | 97.03% | 民主党推薦 | ○    |
|      | 徳留道信 | 57   | 日本共産党             | 新   | 36,487票  | 13.16% | 31.06% |            | ○    |
|      | 前田浩一 | 38   | 幸福実現党             | 新   | 6,853票   | 2.47%  | 5.83%  |            |      |
|      | 和合秀典 | 67   | 新党フリーウェイクラブ | 新   | 2,360票   | 0.85%  | 2.01%  |            |      |

- 渡辺は有田との選挙区調整で比例東京ブロック単独候補として当選（13年ぶりの衆議院議員復帰）。46回は元の地盤の19区から立候補も落選。
- 有田は後に民主党に移籍し、第22回参議院議員通常選挙に比例区から立候補し当選。2期務めた後、第49回の補選は山口県第4区から立憲民主党公認で立候補したが落選。第50回は東京都第24区から立候補し落選したが、比例復活。
- 和合は第21回参議院議員通常選挙・第22回参議院議員通常選挙に東京都選挙区から立候補したが落選。

時の内閣：第2次小泉改造内閣 解散日：2005年8月8日 公示日：2005年8月30日
当日有権者数：42万8608人 最終投票率：64.25%（前回比：8.02%） （全国投票率：67.51%（7.65%））
| 当落 | 候補者名   | 年齢 | 所属党派   | 新旧 | 得票数    | 得票率 | 惜敗率 | 推薦・支持 | 重複 |
| ---- | ---------- | ---- | ---------- | ---- | --------- | ------ | ------ | ---------- | ---- |
| 当   | 下村博文   | 51   | 自由民主党 | 前   | 148,099票 | 55.02% | ――     |            | ○    |
|      | 渡辺浩一郎 | 61   | 民主党     | 元   | 85,832票  | 31.89% | 57.96% |            | ○    |
|      | 徳留道信   | 53   | 日本共産党 | 新   | 35,233票  | 13.09% | 23.79% |            |      |

時の内閣：第1次小泉第2次改造内閣 解散日：2003年10月10日 公示日：2003年10月28日
当日有権者数：42万7315人 最終投票率：56.23%（前回比：3.10%） （全国投票率：59.86%（2.63%））
| 当落 | 候補者名   | 年齢 | 所属党派   | 新旧 | 得票数    | 得票率 | 惜敗率 | 推薦・支持 | 重複 |
| ---- | ---------- | ---- | ---------- | ---- | --------- | ------ | ------ | ---------- | ---- |
| 当   | 下村博文   | 49   | 自由民主党 | 前   | 113,477票 | 48.95% | ――     |            | ○    |
|      | 渡辺浩一郎 | 59   | 民主党     | 元   | 87,331票  | 37.67% | 76.96% |            | ○    |
|      | 徳留道信   | 51   | 日本共産党 | 新   | 30,998票  | 13.37% | 27.32% |            |      |

- 渡辺は第41回（新進党）・第42回（自由党）はともに19区から立候補し、落選。

時の内閣：第1次森内閣 解散日：2000年6月2日 公示日：2000年6月13日
当日有権者数：41万4218人 最終投票率：59.33%（前回比：2.54%） （全国投票率：62.49%（2.84%））
| 当落 | 候補者名 | 年齢 | 所属党派   | 新旧 | 得票数   | 得票率 | 惜敗率 | 推薦・支持 | 重複 |
| ---- | -------- | ---- | ---------- | ---- | -------- | ------ | ------ | ---------- | ---- |
| 当   | 下村博文 | 46   | 自由民主党 | 前   | 90,483票 | 37.76% | ――     |            | ○    |
|      | 渋谷修   | 49   | 民主党     | 前   | 65,109票 | 27.17% | 71.96% |            | ○    |
|      | 中島武敏 | 71   | 日本共産党 | 前   | 54,698票 | 22.83% | 60.45% |            |      |
|      | 古山和宏 | 41   | 自由党     | 新   | 29,307票 | 12.23% | 32.39% |            | ○    |

- 渋谷は第43回は出身地の青森4区に国替えするが、落選。

時の内閣：第1次橋本内閣 解散日：1996年9月27日 公示日：1996年10月8日
当日有権者数：40万7058人 最終投票率：56.79%（前回比：2.76%） （全国投票率：59.65%（8.11%））
| 当落 | 候補者名 | 年齢 | 所属党派   | 新旧 | 得票数   | 得票率 | 惜敗率 | 推薦・支持 | 重複 |
| ---- | -------- | ---- | ---------- | ---- | -------- | ------ | ------ | ---------- | ---- |
| 当   | 下村博文 | 42   | 自由民主党 | 新   | 68,321票 | 30.09% | ――     |            | ○    |
|      | 古山和宏 | 37   | 新進党     | 新   | 61,221票 | 26.97% | 89.61% |            |      |
| 比当 | 中島武敏 | 68   | 日本共産党 | 前   | 54,559票 | 24.03% | 79.86% |            | ○    |
|      | 渋谷修   | 46   | 民主党     | 元   | 38,454票 | 16.94% | 56.28% |            | ○    |
|      | 西川進   | 51   | 新社会党   | 新   | 4,470票  | 1.97%  | 6.54%  |            | ○    |

- 渋谷は、1999年7月に山花貞夫死去に伴い繰り上げ当選。